# 马来酸二乙酯
马来酸二乙酯(C8H12O4),无色透明液体。不溶于水，溶于乙醇、乙醚。可用于检定氨和钾。气相色谱固定液(最高使用温度40℃，溶剂为苯、氯仿、乙醇)。用于树脂和硝化纤维素的溶剂，增塑剂，有机合成，杀虫剂，高聚物单体，塑料助剂。

## 生产方法
其制备方法主要由顺丁烯二酸酐和乙醇在硫酸存在下酯化制得。此工艺有常压有苯酯化和负压无苯酯化两种。

### 常压有苯酯化
将一定量的苯和乙醇加入酯化反应锅，投入顺丁烯二酸酐，在搅拌下滴加浓硫酸，通夹套蒸汽加热，使反应物在75℃左右进行酯化反应。生成的水与苯、乙醇通过三元共沸蒸馏除去，上层的苯、乙醇液回流人反应锅中。约13～14h后，当蒸馏塔顶温度升至68.2℃，分离器下层水液位不再上升时，表明反应锅内水分已经全部蒸出，酯化反应完成。停止回流，继续蒸馏至95～100℃，蒸出苯和乙醇。冷却降温至50℃左右，用5％碳酸钠水溶液进行中和处理，水洗后再真空脱除残余的苯及乙醇，即得到顺丁烯二酸二乙酯。

### 负压无苯酯化
顺丁烯二酸酐和乙醇在硫酸作用下酯化，在一定的真空和温度下将乙醇和反应生成的水呈气态带出，然后通过分馏塔分离出乙醇回流酯化，使反应趋向完全。这种方法能缩短反应周期，提高收率和产品质量，改善操作环境。
此外，还可用阳离子交换树脂为催化剂进行交换转化，制得顺丁烯二酸二乙酯。